# Magnetronfolie
Magnetronfolie is huishoudfolie die speciaal gemaakt is om te gebruiken met een magnetron. In de folie zitten op regelmatige afstand heel kleine gaatjes zodat de warme lucht onder die folie, en eventueel stoom, kan ontsnappen. 
Magnetronfolie kan niet gebruikt worden in een heteluchtoven omdat daar tijdens gebruik te hoge temperaturen heersen waardoor de folie zal smelten.